# 眞雪ゆん
眞雪 ゆん（まゆき ゆん、1981年1月16日 - ）は、日本のAV女優。
山口県出身。血液型：A型 、身長：158cm 、スリーサイズ：B95・W60・H87 、Gカップ。

## 略歴
2004年AVデビュー。同じ事務所の早乙女みなき、姫宮ラム、春うららとの共演も多かった。
2006年12月11日の桃太郎映像出版のイベントをもって引退した。
2008年現在、藤宮櫻花(ふじみやおうか)として復帰している。

## 作品

### アダルトビデオ
眞雪ゆん 名義
2004年
- 全裸和太鼓（7月22日、SODクリエイト）
- 裏全裸和太鼓（7月22日、SODクリエイト）
- 駅前レズ留学 オレレ・オラ!ブラジル人講師編（8月5日、ディープス）
- モロ出し水中運動会 2（8月20日、イマージュ）
- DEEP INSIDE HOLE（9月10日、桃太郎映像出版）オムニバス作品
- 巨乳スマッシュ☆・ほとばしる青春の汗（9月25日、レイディックス）
- ハイパーマジックミラー号2004 in湘南 逆ナンパ編（10月7日、ディープス）
- 街角お下劣女 世の中なめてチンポも舐める（10月22日、アロマ企画）
- LEG SEXII 3（11月5日、ジャネス）
- ドキドキ(ハート）モテモテハイスクール（11月18日、SODクリエイト）
- 酔娘伝 9（11月19日、桃太郎映像出版）
- レズ接吻2（12月16日、ディープス）
- 私だけの女教師レズペット 第5章（12月16日、SODクリエイト）

2005年
- 巨乳中出し240 4（1月15日、隼エージェンシー）
- 催眠マニア 1 失神編（1月18日、催眠王）
- 催眠マニア 2 フリーズ編（1月18日、催眠王）
- 催眠マニア 3 人格変換編（1月18日、催眠王）
- 本当にあったエロい話 第5〜8話（1月20日、アレックス）オムニバス作品
- 義妹の淫汁（1月25日、ネクストイレブン）オムニバス作品
- 巨乳×露出×調教 まなみ 21才（1月28日、未来・フューチャー）
- DANCE CORE【爆乳娘】（2月1日、スタイルアート）
- マジックミラー号逆ナンパ ギン勃ちチ○ポハンターがイク!! 4（2月4日、SODクリエイト）
- ゴールドマンの人妻淫語調教（2月17日、隼エージェンシー）
- こだわりの手コキ 39人の手コキ嬢（2月17日、隼エージェンシー）
- 高級ソープへいらっしゃい 3 （2月18日、クリスタル映像）
- MOODYZファン感謝祭 バコバス夏の陣2005（3月1日、MOODYZ）他多数共演
- 性人式 〜君の童貞奪ってあげる(ハート）〜（3月4日、ヒビノ）
- Gothic Lesbian(ゴシックレズビアン）（3月10日、ドリームチケット）
- ぽちゃぽちゃムチムチブルンブルン 09（3月12日、グローリークエスト）
- 超タイプの綺麗なお姉さんに見られながら、変態ドスケベ女に犯されてみませんか?（3月15日、ワープエンタテインメント）
- 絡み愛レズキス（3月17日、ヒビノ）
- 羞恥調教（3月25日、未来・フューチャー）
- 浮気〜インケイジュ 3〜（4月5日、ワープエンタテインメント）
- バコバスギャル16人の裏のウラ（4月15日、MOODYZ）
- キス・コレクション2 34人のべろんちょ娘（4月15日、隼エージェンシー）
- 女子高生レズ学園2（4月21日、ヒビノ）
- ERO-BODY DANCE 06（4月23日、office KS(オフィスケイズ））
- オナニスト ［第十章］（5月18日、隼エージェンシー）
- 「妹にイジメられて…」ち○こ観察（5月24日、フリーダム）
- 「妹にイジメられて…」顔騎放尿（5月24日、フリーダム）
- 「妹にイジメられて…」脚責め（5月24日、フリーダム）
- 超神旋風サスライジャー（6月4日、ヒビノ）
- THE 巨乳受付嬢 2 [魅惑のチラリズム]（6月10日、ドリームチケット）
- 生音 16（6月11日、ラハイナ東海）
- フェラマニア 25人のおしゃぶり姫（6月15日、隼エージェンシー）
- 淫乳天使 2（7月4日、Angel Moving(エンジェルムービング））
- 第2回ドキッ!女だらけのTバック水泳大会 （7月7日、V&Rプロダクツ）
- 第2回ドキッ!女だらけのTバック水泳大会の裏側全部見せます（7月7日、V&Rプロダクツ）
- 第2回ドキッ!女だらけのTバック水泳大会 水中カメラ「イルカ君」編（7月7日、V&Rプロダクツ）
- 日常生活の中の足ピ〜ンオナニー（7月22日、アロマ企画）オムニバス作品
- レズ本物美人姉妹ファイト（8月4日、ディープス）
- 穴あきピタパン 2（8月12日、アロマ企画）
- 女だけの、乱交パーティー（8月15日、ドグマ）
- 悪ノリパーティー（8月20日、スタイルアート）
- ムチムチ爆乳オナニー（9月24日、レイディックス）オムニバス作品
- 猥褻カメラ（10月1日、ワンズファクトリー）
- 念願の○○になった!ゴルフレッスンプロ編（10月20日、V&Rプロダクツ）
- 中出し受精 眞雪ゆん（10月20日、麒麟堂）
- 野外*羞恥*露出 眞雪ゆん（11月7日、麒麟堂）
- 爆乳Gcupボインでハメて（11月18日 ワイルドサイド）

2006年
- 転校したら男は僕1人ぼっちだった…（1月4日、アキノリ）
- 素人オフ会ぶっかけ合宿（1月13日、ワイルドサイド）
- うわさの未亡人スナック（1月20日、アレックス）
- Bust Fuck Fetish（1月25日、イマージュ）
- 放送できないワイドショー番組vol.3 ウィークエンドオーティス!（2月4日、オーティス）
- 牝に犯られる女（2月24日、バビロン(レンタル）/アリスJAPAN(セル））
- 放送できないバラエティ番組vol.4 マンデーオーティス!（3月4日、オーティス）
- よだれ艶曲5 （3月10日、アルファーインターナショナル）
- AD-1クライマックス（3月19日、ドグマ）※オムニバス作品
- 絶頂治療院 〜イカせまくり絶頂治療〜（3月24日、アルファーインターナショナル）
- 騎痴女 Volume.002　騎乗好きな女たち（4月7日、アルファーインターナショナル）オムニバス作品
- 女子高生痴女学園3（5月4日、タカラ映像）
- モミ放題! おっぱいパブ パート3 池袋編 おとなの遊び場（5月4日、V&Rプロダクツ）
- 奴隷島第三章四女・晴香の屈服（5月7日、アタッカーズ）
- 快楽レズエステ（6月8日、アキノリ）
- ブチアゲ↑全裸 HYPER・TRANCE（6月15日、ジャネス）
- 女だらけの変態あなる時間（6月19日、桃太郎映像出版）
- 大奥 淫の乱 花びら燃ゆ（7月14日(R-15） / 2006年7月28日(R-18） 、マックス・エー）
- クイコミDANCE Specials（7月15日、ジャネス）
- Moelish メイド10人×男10人20P大乱交 絶対服従11P主人に群がるメイド10人（7月19日、桃太郎映像出版）
- 痴女コンプレックス 2（7月19日、スタイルアート）
- ボディコン集団痴女!! 男を痴女る猛烈美女（8月19日、スタイルアート）
- 大奥 蕾の乱 明日への契り（8月17日(R-15） / 8月31日(R-18）、マックス・エー）
- ヤリマンギャルコンパニオン（8月20日、イマージュ）
- ボディコンメイドカフェ（9月25日、イマージュ）
- ヌーディストGALビーチ（9月25日、イマージュ）
- 挑発レベルG（9月25日、ネクストイレブン）
- エロ度★100％ダンス 2（10月14日、ラハイナ東海）
- 巨乳ハーレムソープ（10月20日、ジェイモデル）
- ★ヌギヌギDANCE（12月9日、ラハイナ東海）

藤宮櫻花 名義
2008年
- 美人教師 暴行現場 34（8月22日、クリスタル映像）
- 巨乳ナースステーション（9月19日、イエロー）
- 寝取られ願望 他人棒に狂う妻 （12月25日、ながえスタイル）

2009年
- ベロ接吻顔舐め美女（3月1日、竜宮城/妄想族）
- L Beautiful Lesbian VOL.3 重なり合う柔肌から始まる求愛レズ（3月13日、U&K）
- 人妻潮吹き町内会（3月19日、イエロー）
- 薬漬けマンコ 全身クリトリス・淫乱パーティ（3月19日、ドグマ）
- ≪眼ガン顔ガン射シャ!≫ メガ精子砲（3月19日、GLAY'z）
- 素人女性モニター16名で徹底検証!!本気で女をイカせる男になれるエロビデオ（3月19日、ROOKIE）
- ギリまんオナニー（3月20日、映天）
- 即尺精飲公衆便女（4月3日、映天）
- ネチョレズ! VOL.3（5月22日、U&K）

## 出演

### オリジナルビデオ
- 巨乳・痴漢（秘）劇場 / 揉みしだかれた淫乳（2004年10月22日、竹書房）

### 映画
- 特務課の星　蜜乳コスプレ大作戦！（2016年11月18日、オーピー映画）‐内藤聡子役[1]